# Lindenhurst (Nowy Jork)
Lindenhurst – wieś w Hrabstwie Suffolk, w stanie Nowy Jork w Stanach Zjednoczonych.
Liczba ludności wynosi 26 972 mieszkańców (według wyników spisu ludności w 2023 roku).

## Historia
Miejscowość założona przez niemieckich osadników z Breslau w roku 1873. Stąd też pierwsza nazwa miejscowości: Breslau. Nazwę zmieniono na Lindenhurst w 1891 roku.

## Geografia
Miejscowość położona jest w południowej części wyspy Long Island.

## Znane osoby z Lindenhurst
Wokalistka Pat Benatar dorastała w Lindenhurst i uczęszczała do tamtejszego liceum.
Amerykański reżyser, scenarzysta i kompozytor Hal Hartley oraz aktor, reżyser i dramaturg Dan Lauria, urodzili się w Lindenhurst.

## Szkolnictwo
W Lindenhurst znajduje się 6 szkół podstawowych, 1 gimnazjum, 1 liceum.